# 50 bro's
50 bro's is een lied van het Nederlandse rapper Bully. Het werd in 2021 als single uitgebracht.

## Achtergrond
50 bro's is geschreven door Jesse Nijhuis en Stanley Fletcher en geproduceerd door Melo. Het is een nummer dat past in het genres nederhop met effecten uit de dancehall. In het lied zingt en rapt Bully over hoe zijn leven als artiest is en hoe zijn relaties met zowel vrienden als vrouwen zijn. Er wordt in het lied een verwijzing gemaakt naar een overleden homie. Bully vertelde dat dit over een goede vriend die overleden was bij de MH17-ramp in 2014. Naast de originele versie, werd er ook een remix van het lied gemaakt. Hier droegen naar Bully ook de rappers Yssi SB, JoeyAK en Jaykoppig aan bij.

## Hitnoteringen
De rapper had bescheiden succes met het lied in Nederland. Het piekte op de 29e plaats van de Single Top 100 in de 24 weken dat het in deze hitlijst te vinden was. De Top 40 en haar Tipparade werden niet bereikt. 